# Câini
Câini è un film del 2016 diretto da Bogdan Mirica.

## Trama
Roman torna nel suo paese natale per liquidare l'eredità di famiglia. Gli viene lasciato in eredità un enorme pezzo di terra in pianura, ma oscuri ricordi arriveranno ad oscurare i suoi tentativi di districarsi dal passato di suo padre.

## Distribuzione
È stato presente nella sezione TorinoFilmLab del 34° Torino Film Festival.